# Paracles discalis
Paracles discalis là một loài bướm đêm thuộc phân họ Arctiinae, họ Erebidae.